# Piculus aurulentus
El carpintero cejigualdo (Piculus aurulentus), también denominado carpintero dorado verdoso o verde (Argentina), carpintero dorado gris o carpintero verde (Paraguay, Uruguay), es una especie de ave piciforme perteneciente al género Piculus que integra la familia Picidae. Habita en selvas, forestas en galería, y bosques húmedos en el este de América del Sur.

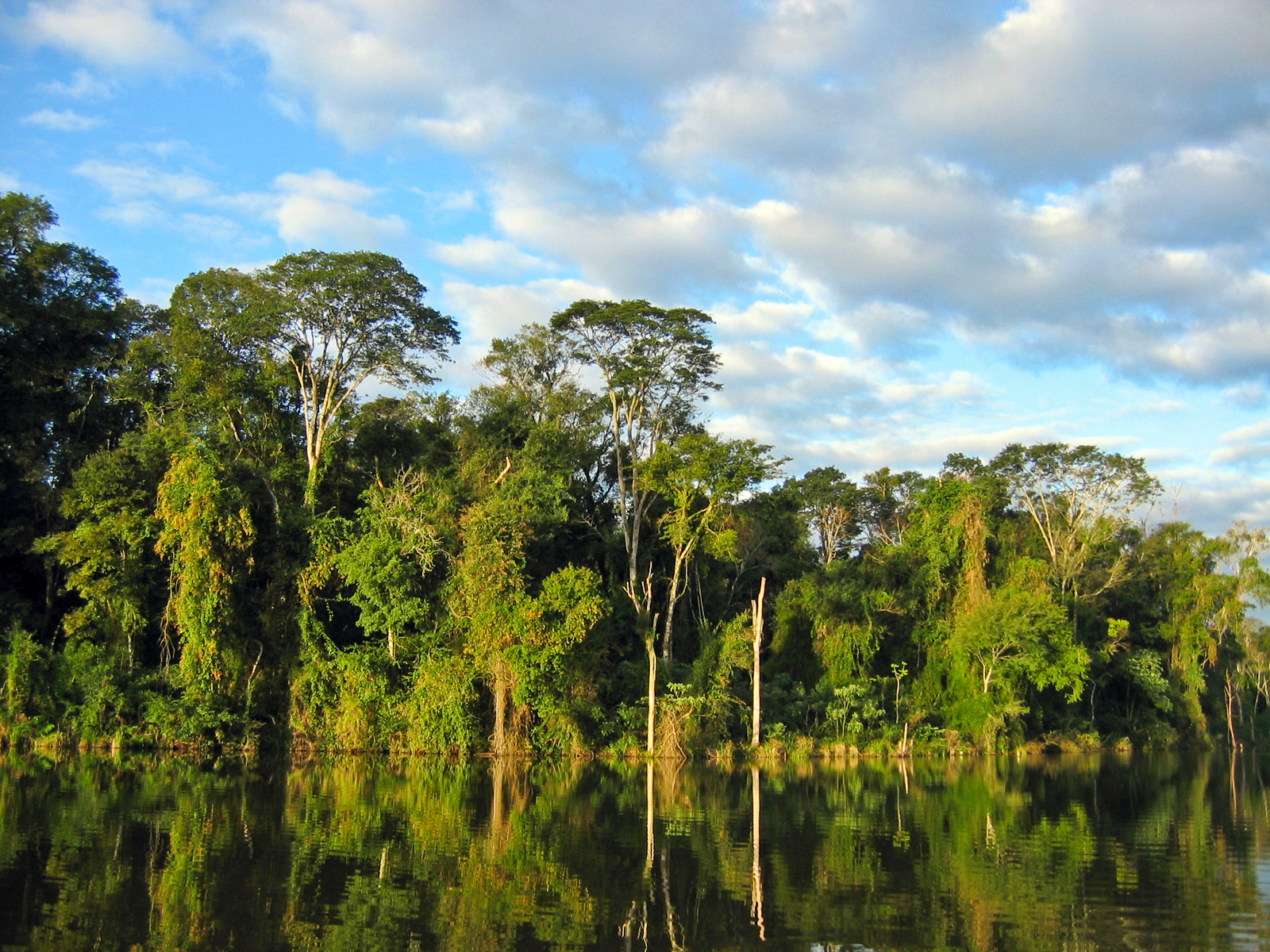
Selva paranaense en Paraguay, un ejemplo de hábitat donde vive esta especie.

## Descripción
Su longitud total es de 21 cm. Dorso oliva-dorado; ventral oliva barrado de blanco. Ala ventral negruzca con barras de color canela. Ancha faja que cruza los ojos oliva oscuro, al igual que la cola. Ceja, línea malar, y garganta: amarillos. Ambos sexos son semejantes, con mancha malar y nuca rojas, pero en el macho el color rojo continúa por la corona y la frente, mientras que en la hembra la corona y la frente son de color oliva.

## Distribución y hábitat
Se distribuye en el este del Paraguay; en el sudeste y sur del Brasil en los estados de: Minas Gerais, Espírito Santo, Río de Janeiro, São Paulo, Paraná, Santa Catarina, y Río Grande del Sur; y en el noreste de la Argentina en las provincias de: Misiones, y Corrientes.

Sus hábitats naturales son selvas en galería, selvas húmedas subtropicales o tropicales de tierras bajas, selvas húmedas montanas tropicales o subtropicales, y otras zonas boscosas húmedas degradadas.

En Brasil habita en altitudes de hasta 2000 m s. n. m., pero en Argentina, Paraguay y sectores limítrofes brasileños lo hace a mucha menor altura, incluso a menos de 100 m s. n. m.

## Estado de conservación
Ha sido calificado como “casi amenazado” por el IUCN debido a pérdida de su hábitat y su población considerada decreciente.

### Amenazas
A pesar de que los bosques montanos han sufrido menos destrucción que las áreas bajas adyacentes, en el norte de su zona los bosque aislados han virtualmente desaparecido debido a la expansión de los pastajes y los cultivos, y los fragmentos permanecientes están sobre presión de deforestación e incendios que se arrastran desde áreas cultivadas.

### Acciones de conservación
Ocurre en áreas protegidas como los parques nacionales de Itatiaia, y Serra dos Orgãos y en el parque estatal de Serra do Mar.

## Comportamiento
Es un ave que vive mayormente solitaria o en pareja, diurna, arborícola, de estratos medios a altos de las selvas y bosques húmedos.
Marca su territorio con llamados agudos y tamboreos sobre troncos huecos. Su vuelo es ondulado y lento.

### Alimentación
Mientras mantiene su cola apoyada en la corteza, recorre el tronco en busca de insectos, dieta que complementa con frutas.

### Reproducción
Nidifica en huecos que horada en los árboles, donde coloca huevos de color blanco.

### Vocalización
Emite un grito muy fuerte y agudo o tamborilea por minutos seguidos en grandes troncos secos y huecos en el interior sombrío de los bosques.

## Sistemática

### Descripción original
La especie P. aurulentus fue descrita originalmente por el naturalista neerlandés Coenraad Jacob Temminck en el año 1823, bajo el nombre científico de: Picus aurulentus, con localidad típica: «Paraguay y Brasil».

### Taxonomía
Monotípica. Forma una superespecie con Piculus chrysochloros.